# Nurek (Rędziny)
Nurek – osada wsi Rędziny w Polsce, położona w województwie łódzkim, w powiecie radomszczańskim, w gminie Żytno.
W latach 1975–1998 osada należała administracyjnie do województwa częstochowskiego.